# Debout les petits bouts
Debout les petits bouts est une émission de télévision française pour la jeunesse diffusée sur Antenne 2, puis sur France 2 du 6 juillet 1991 au 6 février 1994,.

## Synopsis
Présenté par un ourson aux côtés des 2 enfants.

## Programmes diffusés
- Archie Classe
- Bouli
- Bamodulle
- Camp Candy (en)
- Cupidon
- Les Mystérieuses cités d'or
- Les Schtroumpfs
- Pitou
- Pluche, Riquet, Pat
- Popeye
- Robin des Bois Junior
- Sharky et Georges
- L'Île aux Ours